# Dieter Lindner
Dieter Lindner (Breslavia, 11 giugno 1939 – Breslavia, 22 dicembre 2024) è stato un calciatore tedesco, di ruolo centrocampista.

## Carriera
Giocò nella prima divisione tedesca con l'Eintracht Francoforte.

## Palmarès

### Club

#### Competizioni nazionali
- Campionato tedesco: 1

Eintracht Francoforte: 1958-1959

#### Competizioni internazionali
- Coppa Piano Karl Rappan: 1

Eintracht Francoforte: 1966-1967
- Coppa delle Alpi: 1

Eintracht Francoforte: 1967